# Frauenverband Courage

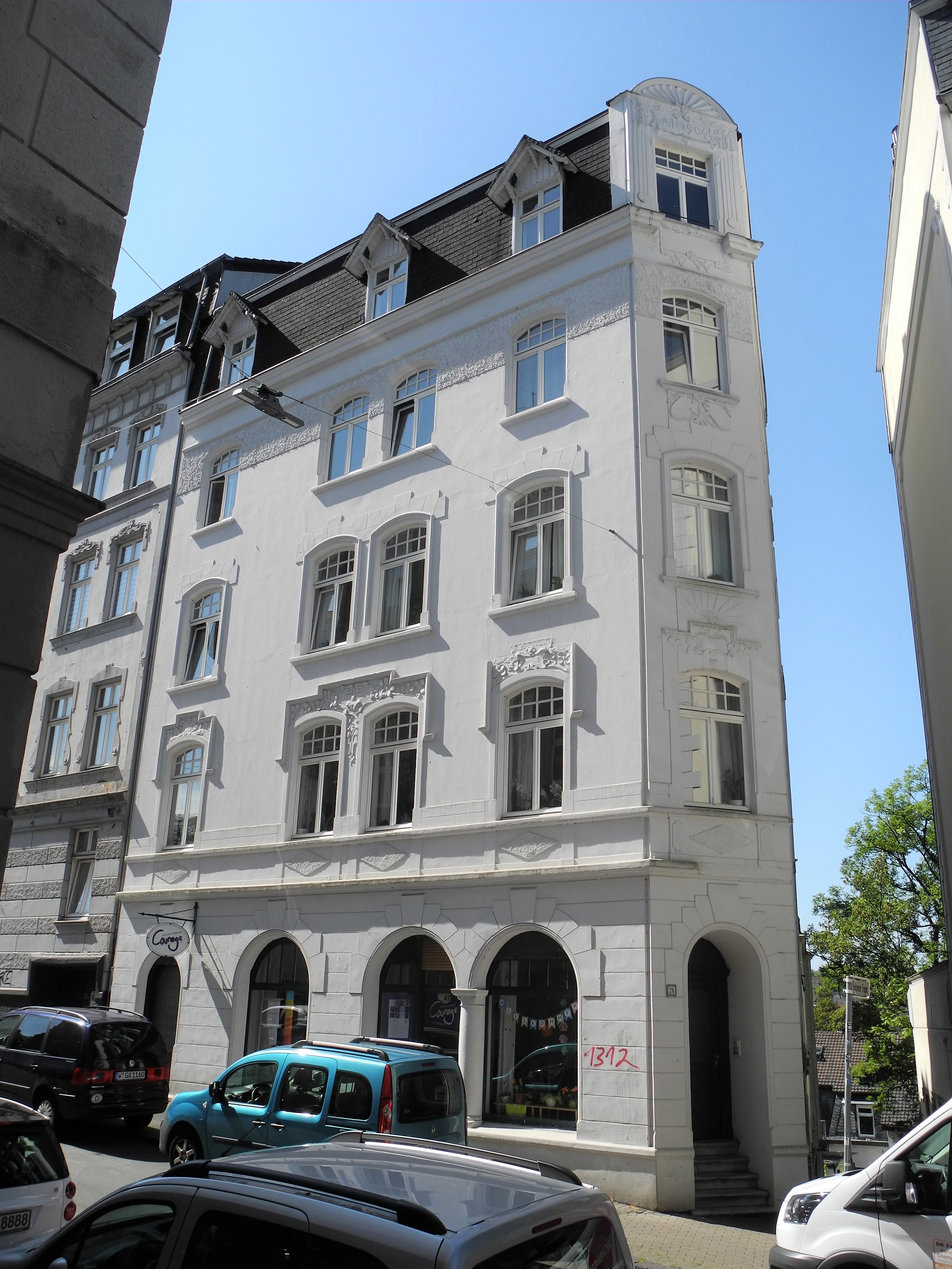
Wuppertal, Holsteiner Str. 28, Sitz der Geschäftsstelle

Der Frauenverband Courage e. V. (französisch für „Mut“) ist eine deutsche Frauenorganisation mit Sitz in Wuppertal, die sich nach eigenen Angaben für die Gleichberechtigung von Frauen einsetzt. Sie wurde 1991 auf Initiative der MLPD gegründet. Bayern ordnet in seinem Verfassungsschutzbericht Courage als linksextremistische Organisation ein. Im Bericht 2019 wird ausgeführt, dass die MLPD mit dem „Frauenverband Courage e. V.“ versuche, Frauen an sich zu binden.

## Profil
Der Verein wurde am 16. Februar 1991 von 63 Frauen in Gelsenkirchen gegründet. Der Frauenverband engagiert sich für gleiche Rechte und die Befreiung der Frau. 2007 unterstützte er den Aufruf NPD-Verbot jetzt! der Vereinigung der Verfolgten des Naziregimes – Bund der Antifaschistinnen und Antifaschisten. Die Eigendarstellung von Courage nennt als die „vier Säulen“ der Verbandsarbeit Kämpferische Interessenvertretung, Bildung, Hilfe und Beratung, Kultur.
- Der Verein bezeichnet sich als überparteilich.
- Der Meinungsbildungsprozess beruhe auf breitem Gedankenaustausch und Willensbildung an der Basis. Der Vorstand wird in der Rolle des Beraters und Unterstützers bei beschlossenen Projekten gesehen.
- Der Verband strebe eine internationale Ausrichtung an. Er vertritt die Position, dass gesellschaftlicher und patriarchalischer Unterdrückung nur international erfolgreich begegnet werden könne, da Produktion und Handel ebenfalls international organisiert seien und damit zusammenhängende Probleme wie Ausbeutung, Umweltzerstörung und Menschenrechtsverletzungen analog global stattfänden.
- Der Verband betont seine finanzielle Unabhängigkeit.[6]

## Struktur
Courage ist ein bundesweiter Frauenverein mit Landesverbänden und Ortsgruppen in mehr als 50 Städten. Die Bundesgeschäftsstelle hat ihren Sitz in Wuppertal. Das höchste Organ ist die alle drei Jahre tagende Bundesdelegiertenversammlung. Zwischen den Bundesdelegiertenversammlungen vertritt der gewählte Bundesvorstand den Verband. Mitgliederzahlen werden nicht genannt. Der Frauenverband gibt alle zwei Monate die Zeitung Courage heraus; diese steht in keinem Zusammenhang zur gleichnamigen bis 1984 erschienenen feministischen Frauenzeitschrift Courage. Der Verband unterhält in Essen, Wuppertal und Gelsenkirchen je ein Courage-Zentrum.
Monika Gärtner-Engel, stellvertretende Vorsitzende der Marxistisch-Leninistischen Partei Deutschlands (MLPD) und Ex-Frau des langjährigen MLPD-Vorsitzenden Stefan Engel, gehörte dem ersten Courage-Vorstand an, ab 1992 als Sprecherin.

## Einschätzung der Verfassungsschutzbehörden
Im Verzeichnis extremistischer oder extremistisch beeinflusster Organisationen des Bayerischen Staatsministeriums der Justiz und für Verbraucherschutz wird der Frauenverband Courage als linksextremistisch aufgeführt. In Bayern müssen Bewerber für den Öffentlichen Dienst angeben, ob sie dem Frauenverband Courage angehören. Das nordrhein-westfälische Innenministerium schätzte 2009 ein, dass der Verein von der MLPD dominiert wurde. Im Verfassungsschutzbericht Nordrhein-Westfalen von 2018 wurde der Frauenverband Courage nicht mehr namentlich aufgeführt. Der Verfassungsschutz in Niedersachsen bezeichnete den Verband 2004 als Vorfeldorganisation der MLPD. Im Verfassungsschutzbericht Niedersachsen von 2019 ist der Frauenverband Courage nicht aufgeführt. Laut Landesamt für Verfassungsschutz Baden-Württemberg übte die MLPD 2007 einen „erheblichen Einfluss“ auf den „formal unabhängig und überparteilich auftretenden“ Frauenverband aus. Im Verfassungsschutzbericht Baden-Württemberg 2018 ist der Frauenverband Courage nicht erwähnt. Der Verfassungsschutzbericht 2002 des Landes Brandenburg ordnete den Frauenverband Courage als Frauenorganisation der MLPD ein. Im Verfassungsschutzbericht Brandenburg 2018 ist der Frauenverband Courage nicht aufgeführt. Der 18. Grundrechte-Report führt in der Ausgabe 2014 eine kritische Diskussion zur Rolle des Verfassungsschutzes gegenüber dem Frauenverband Courage. Der Report führt aus, wie eine breite Kampagne von rund 180 Organisationen sich gegen den Versuch einer Änderung des Jahressteuergesetzes 2013 wandte. Es ging darum, ob der Verfassungsschutz eine direkte und nicht widerlegbare Entscheidung über die Gemeinnützigkeit von Vereinen geben kann. Dieses Vorhaben hat die Bundesregierung nicht weiter betrieben. Es besteht allerdings seit 2009 ein Mitspracherecht der Verfassungsschutz-Behörden bei der Zuerkennung der Gemeinnützigkeit. Der Frauenverband Courage hat einen Teilerfolg zur Wiedererlangung der Gemeinnützigkeit erzielt, nachdem das Elberfelder Finanzamt im Jahr 2012 dem Verband die Gemeinnützigkeit aberkannt hatte. Die Begründung lautete auf Kontakte zu linksextremen Gruppen. Das Finanzgericht Düsseldorf folgte dieser Argumentation nicht und sprach dem Verband im Januar 2020 die Gemeinnützigkeit für die Jahre 2010 und 2011 wieder zu.